# بنزین پیرولیز خام
بنزین پیرولیز خام (پای گس) جزو نفتا ی سبک میباشد که  با نام تجاری D.P.G. Dry Pyrolysis Gasoline در تولید بنزین با روش هیدروآلکیلاسیون به عنوان سوخت اتومبیل کاربرد دارد.
این سوخت محصول جانبی شکست حرارتی نفتا در کوره‌های پتروشیمی، بعد از جدا سازی محصولات اصلی است. ملکولهایی مانند بنزن، تولوئن، زایلن‌ها و دی این‌های دیگر وجود دارد. از این محصول میانی برای تولید محصولات دیگر پتروشیمی استفاده می‌شود.
بنزین پیرولیز خام دارای حدود ۴۰ تا ۵۰ درصد بنزن و ترکیبات آروماتیک دیگر است.
تماس با پوست، خوردن یا استنشاق این ماده مضر است. تنفس بیش از اندازه این ماده سبب بی نظمی در ضربان قلب و بروز آثار تحریکات سیستم عصبی مرکزی مانند سرگیجه، سردرد، تهوع و ... می‌شود که در شرایط حاد سبب مرگ خواهد گردید. استنشاق مکرر و بیش از اندازه آن عوارض خونی نظیر لوسمی (سرطان خون) و صدمه به کلیه‌ها و کبد را در پی دارد و حتی مقادیر کم آن سبب جراحات ریوی می‌شود.

## منبع
1. ↑  «بنزین پیرولیز، شرکت بازرگانی پتروشیمی». بایگانی‌شده از اصلی در ۸ فوریه ۲۰۱۱. دریافت‌شده در ۶ دسامبر ۲۰۱۰.
2. ↑  «برگه اطلاعات ایمنی مواد: بنزین پیرولیز خام» (PDF). بایگانی‌شده از اصلی (PDF) در ۸ فوریه ۲۰۱۱. دریافت‌شده در ۶ دسامبر ۲۰۱۰.

## جُستارهای وابسته
- طرح ضربتی افزایش تولید بنزین
- پالایشگاه نفت
- کراکینگ